# Редулешть (комуна)
Редулешть, Редулешті, Бразій (рум. Rădulești) — комуна у повіті Яломіца в Румунії. До складу комуни входять такі села (дані про населення за 2002 рік):
- Мовілянка (37 осіб)
- Редулешть (1119 осіб)
- Ресімніча (357 осіб)

Комуна розташована на відстані 42 км на північний схід від Бухареста, 82 км на захід від Слобозії, 114 км на південний схід від Брашова.

## Населення
За даними перепису населення 2002 року у комуні проживали 3507 осіб.
Національний склад населення комуни:
| Національність | Кількість осіб | Відсоток |
| -------------- | -------------- | -------- |
| румуни         | 3448           | 98,3%    |
| цигани         | 53             | 1,5%     |
| угорці         | 3              | 0,1%     |
| євреї          | 2              | 0,1%     |
| німці          | 1              | < 0,1%   |

Рідною мовою назвали:
| Мова             | Кількість осіб | Відсоток |
| ---------------- | -------------- | -------- |
| румунська        | 3448           | 98,3%    |
| циганська        | 53             | 1,5%     |
| угорська         | 3              | 0,1%     |
| єврейська (їдиш) | 2              | 0,1%     |
| німецька         | 1              | < 0,1%   |

Склад населення комуни за віросповіданням:
| Релігія        | Кількість осіб | Відсоток |
| -------------- | -------------- | -------- |
| православні    | 3498           | 99,7%    |
| римо-католики  | 3              | 0,1%     |
| лютерани       | 3              | 0,1%     |
| юдеї           | 2              | 0,1%     |
| греко-католики | 1              | < 0,1%   |